# Yona - La principessa scarlatta
Yona - La principessa scarlatta (暁のヨナ?, Akatsuki no Yona, lett. "Yona dell'alba"), sottotitolato The Girl Standing in the Blush of Dawn (lett. "La ragazza che si erge al bagliore dell'alba"), è un manga scritto e disegnato da Mizuho Kusanagi, serializzato sulla rivista Hana to yume di Hakusensha dal 5 agosto 2009. Un adattamento anime, prodotto da Pierrot e noto in italiano come Yona of the Dawn, è stato trasmesso in Giappone tra il 7 ottobre 2014 e il 24 marzo 2015.
In Italia il manga è stato pubblicato da Star Comics a partire dal settembre 2018, mentre la serie anime è disponibile sul servizio di streaming Crunchyroll.

## Trama

### Storia
Protagonista della storia è Yona, giovane principessa e unica erede al trono del Regno di Koka, che conduce una vita felice e spensierata nel castello di Hiryu insieme al padre e re Il, all'amico nonché guardia del corpo Son Hak e al cugino Suwon, per cui prova dei sentimenti. Le cose cambiano, però, quando Yona, durante la notte del suo sedicesimo compleanno, assiste all'omicidio del padre; l’assassino altri non è che Suwon, assetato di vendetta e con l’intenzione di diventare il prossimo regnante. Sconvolta dall'accaduto, Yona viene portata in salvo da Hak, con il quale scappa verso la Tribù d’origine del ragazzo, ossia quella del Vento. Una volta lì, i due partono dapprima alla ricerca del misterioso monaco che vive nella foresta, e in seguito, sotto consiglio di quest’ultimo, alla ricerca dei quattro Guerrieri Dragoni, reincarnazioni dei Quattro Draghi originali della leggenda. Inizia così, per i ragazzi, un viaggio pieno di scoperte, avventure e sfide.

### Ambientazione

#### Regno di Koka
Ambientazione principale della storia è il Regno di Koka (高華王国?, Kōka Ōkoku), creato più di 2000 anni prima degli eventi attuali da Re Hiryu. È situato nella parte settentrionale di una penisola e confina a nord con l'Impero Kai, mentre a sud con il Regno di Xing e il Regno di Sei. La capitale del Regno è la città di Kuto, dove si trova il palazzo reale di Hiryu, mentre la moneta in uso è chiamata Ling.
Il Regno di Koka è composto e governato da cinque tribù principali: la Tribù regnante, quella del Cielo, la Tribù del Fuoco (con capitale Saika), la Tribù del Vento (con capitale Fuga), la Tribù della Terra (con capitale Chishin) e la Tribù dell'Acqua (con capitale Suiko).

#### Impero Kai
L'Impero Kai (戒帝国?, Kai Teikoku) è uno degli stati con cui confina il Regno di Koka. Questo si trova a nord del Regno, più precisamente a nord delle catene montuose che si estendono dalla Tribù del Fuoco a quella della Terra. Il suo territorio è molto vasto, grande più del doppio dello stesso Regno di Koka, anche se per la maggior parte è disabitato. L'Impero è infatti diviso in Nord e Sud: il Nord presenta un clima ostile, terre aride ed è costantemente oggetto degli attacchi dei nomadi; il Sud invece ha un clima più mite, e per questo è più abitato e più ricco. La capitale imperiale ufficialmente sarebbe nel Nord, a Tencho, ma vista l'ostilità del territorio è stata provvisoriamente trasferita nel Sud, a Yukyo.

#### Regno di Sei
Il Regno di Sei (斉国?, Sei Ōkoku) è uno stato a sud del Regno di Koka, confinante con la Tribù dell'Acqua. Il governo è retto da tre sovrani: Kazagumo, Hotsuga e Kushibi. Precedentemente, il potere era suddiviso tra la madre di Kazagumo, Kuva, che in quanto regina aveva il consenso del popolo, suo fratello Kushibi, che controllava l'economia, e Hotsuga, a capo delle forze militari. Venuta a mancare Kuva, il potere è passato ufficialmente a Kazagumo, ma sono in realtà suo zio Kushibi e Hotsuga ad esercitarlo. Una volta sconfitto Kushibi, i tre sovrani si sono arresi alla volontà del re Suwon e il Regno di Sei è diventato vassallo di Koka.

#### Regno di Xing
Il Regno di Xing (真国?, Shin Ōkoku) è il terzo stato con cui confina il Regno di Koka; si trova a sud della Tribù del Vento e ad est del Regno di Sei. Data la sua posizione, il suo clima è mite e il territorio è relativamente ricco di risorse. A causa dei rapporti diplomatici interrotti tra Xing e Koka, non si sa molto sulle condizioni socio-economiche del regno; la sua moneta è chiamata Bin. Inizialmente, il potere era detenuto dal sovrano Bushin, seppur malato, e il paese era diviso in due fazioni: una fedele alla principessa primogenita, Koren, e l'altra alla secondogenita, Tao. Dopo la morte del sovrano e le trattative con il Regno di Koka, è salita al trono Koren. Il castello reale di Kyu è situato nella capitale, Tenkyu.

## Personaggi

### Personaggi principali
Yona (ヨナ?)
Doppiata da: Chiwa Saitō
La protagonista della serie e principessa del regno di Koka. È una ragazza di 16 anni dai capelli rossi e gli occhi viola, che sin da piccola è innamorata del suo amico d'infanzia e cugino Suwon. Dopo la morte del padre, si mette in viaggio insieme a Hak e Yun, alla ricerca dei quattro Guerrieri Dragoni della leggenda; grazie all'incontro con essi, si scopre che ella è l'incarnazione di re Hiryu. Nel corso della storia, Yona passa dall'essere una principessa viziata e tenuta sotto una campana di vetro, ad avere un momento di smarrimento ed apatia dopo la morte dell'adorato padre, per diventare infine una guerriera determinata, che farà d'esempio a tutte le persone che incontrerà lungo il suo cammino. Col passare del tempo, capisce che Suwon tiene al suo regno e vuole solo che prosperi, quindi accantona l'idea di vendicarsi; inoltre, si rende conto di provare qualcosa per Hak.
Hak Song (ソン・ハク?, Son Haku)
Doppiato da: Tomoaki Maeno, Ayahi Takagaki (bambino)
È il protagonista maschile della storia, nonché amico d'infanzia della principessa Yona, che più tardi ha accettato di diventare la sua guardia del corpo; è inoltre uno dei cinque generali che proteggono il castello di Hiryu e figlio adottivo del precedente generale della Tribù del Vento, Mundeok. Possiede una forza sovrumana e le sue mosse sono rapide come dei fulmini (da questo il soprannome Raijū 雷獣?, lett. "Bestia del fulmine"). La sua arma è un'alabarda cinese, ossia una pesante ed enorme lancia. Ha diciotto anni, i capelli neri e gli occhi azzurri, è segretamente innamorato di Yona e non perde mai occasione di prenderla in giro. Spesso si diverte anche a canzonare i Quattro Draghi, ma tuttavia instaura con loro un profondo rapporto di fiducia e rispetto.
Suwon (スウォン?, Suwon)
Doppiato da: Yūsuke Kobayashi, Nozomi Yamamoto (bambino)
Amico d'infanzia e cugino di Yona, uccide re Il per vendicare suo padre Yuhon, salendo al trono nel Regno di Koka. Nonostante la facciata da ragazzo buono, allegro e spensierato, sa essere freddo e spietato per raggiungere i suoi obiettivi ed è un abile stratega, nonché spadaccino. Prova forti sentimenti per Yona e Hak pur avendoli traditi, poiché sono stati amici d'infanzia e non li considera come nemici. È accompagnato da un falco, Gufan, che lui e Hak da piccoli avevano allevato insieme. Avendo ereditato il sangue del Drago Rosso dalla madre, viene colpito dalla malattia scarlatta a soli 18 anni.
Yun (ユン?)
Doppiato da: Junko Minagawa
Un giovane di quindici anni dai tratti femminili che si definisce spesso un "bel ragazzo". È molto legato al monaco Iksu, con cui ha vissuto isolato dal resto del mondo e di cui si è preso cura, dal momento che lo aveva aiutato da piccolo, orfano e povero, a sopravvivere; è molto ingegnoso e voglioso d'imparare, e per questo sa fare moltissime cose. È lui a salvare Yona e Hak dopo la caduta dal burrone e a medicarli, ospitandoli per alcuni giorni nella casa nel bosco; decide poi di seguirli. Inizialmente è acido nei confronti della principessa a causa della sua antipatia per i nobili, ma col passare del tempo impara a volerle bene e la protegge ad ogni costo. Durante il viaggio con Yona e i compagni assume quasi un ruolo materno, rimproverando spesso i ragazzi e occupandosi di cibo e medicine.

### Guerrieri Dragoni
I Guerrieri Dragoni (龍の戦士?, Ryū no Senshi) sono umani a cui è stato donato uno specifico potere dai Quattro Draghi, così che potessero proteggere il Drago Rosso sceso sulla Terra. Dopo la scomparsa di re Hiryu, ad ogni generazione il potere passa di persona in persona aspettando il ritorno del proprio padrone. Una volta nato un nuovo Drago, il predecessore inizia a perdere gradualmente i poteri fino alla morte. Quando il Drago Rosso è vicino i Guerrieri ne sentono la presenza, come se il loro sangue ribollisse nelle vene e il loro potere si risvegliasse. In particolare, i Quattro Draghi si sentono fortemente attratti da Yona.
Kija (キジャ?, Kija)
Doppiato da: Masakazu Morita, Haruka Chisuga (bambino)
Reincarnazione del Drago Bianco (白龍?, Hakuryū), è il primo dei Quattro Draghi che si unisce al gruppo di Yona per intraprendere il viaggio; è un ragazzo di vent'anni di bell'aspetto, dolce seppur un po' timido e con una paura tremenda per gli insetti. Il potere del drago risiede nella sua mano destra, il quale gli conferisce una forza sovrumana. Ha una cicatrice dietro la schiena fatta dall'artiglio del precedente Drago Bianco, suo padre, ma non si vergogna a mostrarla, sostenendo che quella è la prova della volontà di suo padre e di tutte le precedenti generazioni di voler incontrare il re Hiryu. Sembra avere una cotta per Yona. Viene ironicamente chiamato "Serpente bianco" (白蛇?, Shirohebi) da Hak.
Shin-ah (シンア?, Shin'a)
Doppiato da: Nobuhiko Okamoto, Sanae Kobayashi (bambino)
È il Drago Blu (青龍?, Seiryū), una persona di diciotto anni molto riservata e taciturna, indossa una maschera ed è sempre accompagnato da uno scoiattolo; successivamente, sostituisce la maschera con una semplice benda sugli occhi. Il potere del drago risiede infatti nei suoi occhi: egli non solo ha una vista estremamente vasta, ma è anche in grado di provocare un'illusione a chiunque lo guardi negli occhi. Coloro che vengono colpiti dal suo potere vedono un enorme drago che divora loro gli arti e il cuore, paralizzandoli dal terrore e dal dolore fino ad ucciderli nella realtà; il suo potere è però una lama a doppio taglio, poiché provoca una paralisi anche in Shin-ah stesso. Per questa capacità spaventosa il suo villaggio lo ha allontanato, considerandolo maledetto e costringendolo a portare la maschera fin dalla nascita, come i suoi predecessori. Il nome di Shin-ah ("chiaro di luna" nella lingua di Koka) gli è stato dato da Yona, dal momento che prima del loro incontro il ragazzo non aveva un nome ma veniva chiamato semplicemente Ao ("blu"). Decide di fidarsi della principessa essendo stata l'unica a trattarlo come essere umano.
Jaeha (ジェハ?, Jeha)
Doppiato da: Jun'ichi Suwabe
Il Drago Verde (緑龍?, Ryokuryū), nonché un gran dongiovanni, ha dei lunghi capelli verdi raccolti in una coda ed ha venticinque anni. Dopo essere scappato dal suo villaggio ha vagabondato fino a trovare ospitalità sulla nave dei pirati di Gigan. Fin da piccolo ha odiato il fatto che i Quattro Draghi dovessero ubbidire ai comandi del re, ma nonostante egli non voglia avere un padrone da cui dipendere, decide di accompagnare Yona nel suo viaggio dopo aver assistito al grande coraggio e determinazione della ragazza. Il potere del drago risiede nella sua gamba destra, che gli permette di fare salti talmente alti da far sembrare che stia volando. Instaura un forte legame di fiducia con Hak, seppur il loro rapporto all'inizio sia scherzosamente conflittuale; l'amico infatti lo canzona chiamandolo "Occhi spioventi" (垂目?, Tareme).
Zeno (ゼノ?)
Doppiato da: Hiro Shimono
È il Drago Giallo (黄龍?, Ōryū) ed è l'ultimo che si unisce al gruppo di Yona. Inizialmente, nonostante le apparenze, si pensa che il suo potere sia avere un corpo molto resistente, ma successivamente si scopre che il potere del Drago Giallo consiste nel fargli avere un corpo immortale. Ciò comporta che le sue ferite, anche se gravi, si possano rigenerare in fretta, soprattutto se in prossimità del castello di Hiryu; inoltre, la parte rigenerata diventa molto resistente, anche se l'effetto svanisce dopo poco tempo. Dato il suo corpo immortale si scopre che lui, nonostante il suo fisico da diciassettenne, ha vissuto più di duemila anni e fa parte della prima generazione dei Quattro Draghi che hanno servito il re Hiryu. Ha un carattere infantile e vivace, dimostrandosi però serio e riflessivo nei momenti di necessità. Si unisce senza esitazioni al gruppo di Yona.
Ao (アオ?)
Doppiato da: Takashi Miyamoto
Drago Blu, predecessore di Shin-ah. Con la nascita del nuovo possessore del sangue del drago, il potere di Ao diminuì sempre di più, fino a renderlo cieco e a farlo morire quando Shin-ah era ancora piccolo. Si prese cura del ragazzo, insegnandogli l'arte della spada e tutto ciò che c'era da sapere sul loro potere.
Garo (ガロウ?, Garō)
Drago Verde, predecessore di Jaeha. Jaeha nacque quando Garo aveva solo quindici anni, ma insolitamente egli visse ancora per altri dodici anni. Al contrario del successore, Garo cercò di scappare dalla loro prigione solo una volta, rendendosi conto che nel mondo non poteva esserci spazio per uno come lui. Nonostante l'apparenza, era affezionato a Jaeha, che aiutò a scappare negli attimi prima della sua morte.

### Tribù del Cielo
La Tribù del Cielo (空の部族?, Sora no Buzoku) è situata al centro del Regno di Koka, in una valle circondata da alture. La capitale è Kuto (空都?, Kūto), dove si trova il Castello di Hiryu (緋龍城?, Hiryū-jō).
Re Il (イル?, Iru)
Doppiato da: Susumu Akagi
Re del Regno di Koka e padre di Yona, viene assassinato dal nipote Suwon. Al contrario di suo fratello Yuhon e suo padre Junam, era considerato da molti un re sciocco e fannullone, per la sua tendenza ad essere sempre calmo e spensierato e per il disprezzo verso qualsiasi tipo di arma. Molto religioso, dopo aver tratto in salvo Kashi dall'incendio al santuario, venne a sapere dalla donna che sarebbe stato il padre della reincarnazione del Drago Rosso, e così la sposò. L'uomo, in realtà, era davvero innamorato di lei e a seguito della sua morte fa di tutto per proteggere Yona, arrivando ad uccidere il fratello Yuhon.
Yuhon (ユホン?, Yuhon)
Doppiato da: Hisao Egawa
Fratello di Il e padre di Suwon. Era un eroe di guerra, generale spietato e sanguinario della Tribù del Cielo, poi surclassato dal fratello nell'eredità al trono. Venne ucciso dallo stesso Il, adirato per la morte di Kashi, e fece promettere al figlio di riprendersi il proprio posto come re del Regno. Aveva in realtà un animo gentile con le persone a cui teneva, come la moglie Yon-hi e il suo stesso fratello, seppur avessero vedute differenti.
Judo Han (ハン・ジュド?, Han Judo)
Doppiato da: Kazuhiro Nakatani
Generale della Tribù del Cielo. È sempre in competizione con il Generale Geuntae.
Keishuk (ケイシュク?, Keishuku)
Doppiato da: Hiroyuki Yoshino
Consigliere e braccio destro di Suwon, che ha approfittato delle ambizioni del ragazzo per ottenere una posizione di prestigio all'interno del palazzo reale. Ferito da giovane in battaglia, venne salvato e preso sotto la protezione di Yuhon.
Minsu (ミンス?)
Doppiato da: Kazuomi Yamamoto
Servitore all'interno del palazzo di Hiryu e attendente di re Il, aiuta Yona e Hak a scappare la notte del crimine. Sua madre Suimei era l'ancella che si occupava delle cure mediche di Yon-hi, la madre di Suwon, e lui è stato fin da subito a stretto contatto con Keishuk; per questo si è reso "complice" dell'omicidio del re, in quanto ha ingenuamente passato informazioni alla fazione di Suwon. Cerca di redimersi aiutando ancora Yona a fermare l'attacco a Xing. Successivamente, si scopre essere il medico di corte nonché medico personale del re.
Kashi (カシ?)
Moglie di re Il e madre di Yona, morta prematuramente. Un tempo apprendista sacerdotessa al tempio interno al palazzo di Hiryu, è stata tratta in salvo da Il dall'incendio causato da Yuhon. Aveva la capacità di prevedere il futuro degli altri, e infatti è stata in grado di prevedere la reincarnazione del Drago Rosso in Yona. Era amica di Iguni, ma per le loro posizioni sociali non hanno più potuto vedersi. Viene uccisa da dei banditi su ordine di Yuhon.
Yon-hi (ヨンヒ?, Yonhi)
Moglie di Yuhon e madre di Suwon, era discendente della dinastia ereditaria del sangue del Drago Rosso, condannata a una morte prematura a causa della cosiddetta "malattia scarlatta". Tenuta nascosta sin dall'infanzia, conosce per caso Yuhon e i due si innamorano. A causa del loro matrimonio, però, il Gran sacerdote del castello e tutti i suoi sottoposti, venuti a conoscenza della discendenza, vengono uccisi. Viene colpita dalla malattia a seguito della morte di Kashi, di cui si sente responsabile; muore tre anni dopo, a 39 anni.
Ogi (オギ?)
Personalità di spicco nei bassifondi di Kuto, è un informatore di Suwon da quando il re era solo un bambino.

### Tribù del Vento
La Tribù del Vento (風の部族?, Kaze no Buzoku) si trova in una valle ventosa, a sud della Tribù del Fuoco e a nord del Regno di Xing; la capitale è Fuga. Gli abitanti di questa tribù sono molto leali, accoglienti e con un forte senso della comunità.
Mundeok Song (ソン・ムンドク?, Son Mundoku)
Doppiato da: Katsuhiko Sasaki
Ex generale della Tribù del Vento, è il padre adottivo di Hak e Taeyon, anche se loro lo chiamano "nonno"; viene considerato tale anche da Yona e Suwon. Era sposato con una donna di nome Kikuri dalla quale aveva avuto due figli, Soron e Tansae; i due figli morirono durante la prima guerra tra il Regno di Koka e quello di Xing portata avanti da Yuhon, mentre le cause di morte della moglie sono sconosciute.
Taeu (テウ?, Teu)
Doppiato da: Kenn
Inizialmente semplice guerriero della Tribù, diventa generale quando Hak decide di lasciare Fuga per proteggere Yona e la sua gente. Prima di diventare generale, faceva coppia in pattugliamento con Haengdae (ヘンデ?, Hende).
Taeyon (テヨン?, Teyon)
Doppiato da: Kokoro Kikuchi
È il fratello minore adottivo di Hak, anch'esso cresciuto da Mundeok. Durante la permanenza di Yona nella Tribù del Vento, fa di tutto per aiutarla e proteggerla, pur essendo di costituzione debole e avendo problemi respiratori.

### Tribù della Terra
La Tribù della Terra (地の部族?, Chi no Buzoku) confina a nord con l'Impero Kai, mentre a sud con la Tribù dell'Acqua. La sua capitale è Chishin e l'economia si basa principalmente su scambi commerciali e sull'estrazione mineraria. Il suo popolo è molto valoroso ed è fedele solo a re e generali forti.
Geuntae Li (イ・グンテ?, I Gunte)
Doppiato da: Masaki Aizawa
Generale della Tribù della Terra, è sposato con Yuno, dalla quale ha successivamente un figlio, Targu. È idolatrato da tutti i cittadini di Chishin, essendo stato un eroe di guerra sotto il regno di Junam.
Gigan (ギガン?)
Doppiata da: Yoshiko Sakakibara
Capitano della nave pirata nella città di Awa. Oltre a dare ospitalità a Jaeha, si allea con Yona, Hak, Yun e i draghi per mettere fine ai traffici illegali di Kumji. Yona la vede come la figura materna che non ha avuto durante la sua crescita.
Kumji Yang (ヤン・クムジ?, Yan Kumuji)
Doppiato da: Takayuki Sugō
Signore delle terre circostanti la città portuale di Awa, conduce dei traffici illegali di schiavi con l'Impero Kai. Viene sconfitto dai pirati ed ucciso da Yona.

### Tribù del Fuoco
Il territorio della Tribù del Fuoco (火の部族?, Hi no Buzoku) è il più vasto del regno, seppur sia anche il più arido; confina a nord con l'Impero Kai e a ovest con la Tribù del Cielo, e la sua capitale è Saika. A causa del terreno infertile e della politica militarista portata avanti dai precedenti Generali, i suoi abitanti sono spesso ridotti alla fame, imperversano malattie e vi sono bande di briganti in tutto il territorio.
Sujin Kang (カン・スジン?, Kan Sujin)
Doppiato da: Nobuo Tobita
Generale della Tribù del Fuoco e padre di Taejun e Kyoga. Si allea con l'Impero Kai per conquistare la capitale Kuto e la corona del Regno, credendosi il vero erede al trono in quanto la sua Tribù si dice discenda direttamente da re Hiryu; muore poi in battaglia.
Taejun Kang (カン・テジュン?, Kan Tejun)
Doppiato da: Takahiro Sakurai
Secondogenito del Generale Sujin, è innamorato di Yona e determinato a riscattare la sua posizione nobiliare; Taejun, infatti, è sempre stato l'ombra di suo padre e suo fratello. Quando ritrova la principessa, creduta morta, nella Tribù del Fuoco, si pente delle sue azioni e cerca in ogni modo di aiutarla a sistemare la condizione di povertà di quelle terre.
Kyoga Kang (カン・キョウガ?, Kan Kyoga)
Primogenito del Generale Sujin, succede al padre come generale quando questo muore in battaglia. Resosi conto degli sbagli di Sujin, dell'impegno del fratello e grazie alla fiducia datagli da Suwon, cerca di risollevare la propria tribù dallo stato di miseria in cui si trova.
Iguni Kang (カン・イグニ?, Kan Iguni)
Moglie di Sujin e madre di Kyoga e Taejun. È una donna riservata e taciturna, che ha sempre evitato di esprimere pareri e giudizi, soprattutto sulle questioni politiche. Aiuta Yona e i compagni quando sono in difficoltà nel palazzo di Saika, appoggiando le scelte di Taejun.
Heuk-chi (フクチ?, Fukuchi)
Doppiato da: Hiroyuki Endō
Braccio destro di Taejun. È un soldato molto quieto e obbediente, e nonostante l'apparenza, è molto abile e acuto, oltre che premuroso nei confronti di Taejun.

### Tribù dell'Acqua
La Tribù dell'Acqua (水の部族?, Mizu no Buzoku) si trova a sud della Tribù della Terra e a nord del Regno di Sei. La sua capitale è Suiko, e nei suoi territori vanta i paesaggi più belli del regno. Il suo popolo è di indole pacifica; essendo l'economia della tribù basata sul commercio marittimo, si trova spesso a dover affrontare mercati neri e scambi illeciti.
Jung-gi An (アン・ジュンギ?, An Jungi)
Doppiato da: Akira Ishida
È il Generale della Tribù dell'Acqua, un uomo molto pacato e riflessivo.
Lili An (アン・リリ?, An Riri)
Figlia del Generale Jung-gi, incontra Yona mentre investiga sulla droga nadai. È accompagnata dalle sue due tutrici, Tetra e Ayura, che le fanno anche da guardie del corpo. Ha una cotta per il Generale Geuntae.
Hyo (ヒヨウ?, Hiyou)
È il principale trafficante della droga nadai nella zona costiera della Tribù dell'Acqua.

### Impero Kai
Hazara Li (リ・ハザラ?, Ri Hazara)
Capo di un potente clan della provincia di Sen, si allea con Sujin Kang per conquistare la capitale Kuto. Successivamente si ritrova sotto il controllo di Kuelbo Ying.
Calgan (カルガン?, Karugan)
Ragazzino proveniente da un villaggio della provincia di Kin. Incontra Yona e il gruppo in una città della Tribù della Terra, cercando di rubare loro del cibo; instaura poi un rapporto di amicizia con i ragazzi.
Kuelbo Ying (イン・クエルボ?, In Kuerubo)
Re dei Tuli, tribù nomade del Kai settentrionale. Ha approfittato dell'instabilità del regno per espandere il suo dominio, fino ad allearsi con Hazara Li e invadere il Regno di Koka.
Mei-nyan (メイニャン?)
Concubina preferita di Chagol, capo della famiglia imperiale del Kai meridionale. In passato, era una generale dell'esercito dell'Impero, ma decise di lasciare il suo posto per ambire a una posizione di maggior rilievo all'interno della corte. In quanto discendente dal Re Hiryu, soffre della malattia scarlatta e prova una forte invidia verso Yona. È accompagnata da uno scoiattolo di nome Hooh.

### Regno di Sei
Kushibi (クシビ?)
Uno dei tre sovrani del regno, detiene il potere economico. Viene sconfitto da Suwon durante l'assalto alla fortezza, e la sua cattura viene usata per far diventare il Regno di Sei vassallo di quello di Koka.

### Regno di Xing
Tao (タオ?)
Principessa secondogenita del regno, è una ragazza di diciannove anni (anche se sembra dimostrarne di meno). A differenza della sorella, vorrebbe evitare lo scontro con il Regno di Koka ed anzi far diventare il proprio regno vassallo di quest'ultimo, così da risparmiare la guerra al suo popolo. Prima dell'attacco, la sua tenuta segreta si trovava nella Valle di Hachi. Le sue guardie sono Vold e Algira.
Vold (ヴォルド?, Vorudo)
Guardia della principessa Tao nonché guerriero facente parte delle Cinque Stelle, cioè dei combattenti più forti del Regno di Xing.
Algira (アルギラ?, Arugira)
Altro guerriero delle Cinque Stelle fedele alla principessa Tao, molto agile nel combattimento corpo a corpo. Ha una fissazione per i gatti e per questo si riferisce alle persone che gli vanno a genio ponendo "micio" (ニャー?, nyā) prima dei loro nomi.
Koren (コウレン?, Kouren)
Principessa primogenita del regno ed erede al trono. Per evitare che il suo paese diventi vassallo di Koka e per vendicare la sconfitta subita durante la battaglia capitanata da Yuhon, vorrebbe attaccare preventivamente il regno vicino. Diciassette anni prima, infatti, nella battaglia decisiva tra i due regni, Yuhon fece una strage tra la popolazione di Xing, lasciando le teste decapitate sul confine, teste che Koren (allora bambina di 10 anni) iniziò maniacalmente a raccogliere rimanendone traumatizzata. Le sue guardie sono Neguro, Yotaka (ヨタカ?) e Mizari (ミザリ?), gli altri tre membri delle Cinque Stelle.
Neguro (ネグロ?)
Braccio destro di Koren e membro più anziano delle Cinque Stelle. Sopravvisse alla guerra tra Koka e Xing portata avanti da Yuhon, alla fine della quale incontrò una Koren ancora bambina e le giurò fedeltà. Muore durante l'assalto pianificato da Gobi, proteggendo con il suo corpo la principessa.
Gobi (ゴビ?)
Sacerdote di Xing, è a capo della fazione pacifista che supporta Tao. L'uomo infatti professa che la vera erede al trono voluta da Dio sia Tao, ma la principessa stessa col tempo se ne allontana poiché capisce che le reali intenzioni dell'uomo sono manipolarla e mantenere il suo prestigio.

### Guerrieri Dragoni Originali
Re Hiryu (緋龍?, Hiryū)
Doppiato da: Tooru Ookawa
Fu la prima forma umana del Drago Rosso che decise di scendere sulla Terra per stare con gli umani e portar loro la pace. Creò il Regno di Koka e ne fu il primo re, accompagnato sempre dagli altri quattro draghi. Si dice che fondò egli stesso la Tribù del Fuoco. Dopo duemila anni, si è reincarnato in Yona.
Guen (グェン?, Guen)
Doppiato da: Masakazu Morita
Primo uomo a cui fu donato il potere del Drago Bianco. Fondò la Tribù della Terra.
Abi (アビ?, Abi)
Doppiato da: Nobuhiko Okamoto
Fu il primo Drago Blu e fondatore della Tribù dell'Acqua.
Shuten (シュテン?, Shuten)
Doppiato da: Jun'ichi Suwabe
Il primo Drago Verde, nonché fondatore della Tribù del Vento.

### Altri personaggi
Iksu (イクス?, Ikusu)
Doppiato da: Jun'ichi Kanemaru
Un tempo monaco consigliere del re del Regno, fu cacciato dal castello da Junam. Dopo aver passato un periodo viaggiando con l'intendo di aiutare gli altri, incontra Yun, ancora bambino, solo, e i due iniziano a prendersi cura l'uno dell'altro. È sempre sovrappensiero e sbadato, e per questo inciampa spesso; passa le sue giornate a pregare ed ascoltare la voce di Dio. Suggerisce a Yona di intraprendere il viaggio alla ricerca dei quattro draghi.
Ao (アオ?)
Doppiato da: Kibo Yamamoto
È lo scoiattolo compagno di Shin-ah, a cui piace mangiare sempre. Gli piace donare delle ghiande alle persone in difficoltà. Dalla mangaka e del suo staff è poi stato soprannominato Pukyu (プッキュー?, Pukkyū), i quali hanno anche rivelato che è di sesso femminile.

## Media

### Manga

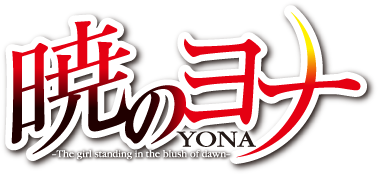
Logo originale della serie

Il manga, scritto e disegnato da Mizuho Kusanagi, ha iniziato la serializzazione sulla rivista Hana to yume di Hakusensha il 5 agosto 2009. Nel giugno 2024 è stato annunciato che la serie è entrata nell'arco narrativo finale. Il primo volume tankōbon è stato pubblicato il 19 gennaio 2010 e al 20 giugno 2025 ne sono stati messi in vendita in tutto quarantasei. In America del Nord i diritti sono stati acquistati da Viz Media, mentre l'edizione italiana viene pubblicata da Star Comics a partire dal 26 settembre 2018. La traduzione dei testi è curata da Manuela Capriati.

### Anime
Una serie televisiva anime, prodotta da Pierrot e diretta da Kazuhiro Yoneda, è andata in onda tra il 7 ottobre 2014 e il 24 marzo 2015. Le sigle di apertura e chiusura sono rispettivamente Akatsuki no Yona (暁のヨナ?) di Kunihiko Ryo e Yoru (夜? lett. "Notte") dei Vistlip, per poi cambiare dall'episodio quindici in poi in Akatsuki no hana (暁の華? lett. "Il fiore dell'alba") delle Cyntia e Akatsuki (暁?) di Akiko Shikata. In varie parti del mondo, tra cui più tardi l'Italia, gli episodi sono stati trasmessi in streaming in simulcast da Crunchyroll, mentre in America del Nord i diritti di streaming e distribuzione home video sono stati acquistati da Funimation. Un episodio OAV è stato pubblicato in allegato all'edizione limitata del diciannovesimo volume del manga il 18 settembre 2015. Una serie di altri due episodi OAV ha avuto inizio il 19 agosto 2016 ed è terminata il 20 dicembre dello stesso anno.

#### Episodi
| Nº  | Titolo italiano Giapponese 「Kanji」 - Rōmaji | In onda           | In onda |
| Nº  | Titolo italiano Giapponese 「Kanji」 - Rōmaji | Giapponese        |         |
| 1   | La principessa Yona 「王女ヨナ」 - Ōjo Yona | 7 ottobre 2014    |         |
| 2   | Legami lacerati 「ちぎれた絆」 - Chigireta kizuna | 14 ottobre 2014   |         |
| 3   | Il cielo distante 「遠い空」 - Tōi sora | 21 ottobre 2014   |         |
| 4   | La tribù del vento 「風の部族」 - Kaze no buzoku | 28 ottobre 2014   |         |
| 5   | Ululato 「咆哮」 - Hōkō | 4 novembre 2014   |         |
| 6   | Capelli rossi 「紅い髪」 - Akai kami | 11 novembre 2014  |         |
| 7   | Volontà divina 「天命」 - Tenmei | 18 novembre 2014  |         |
| 8   | La via da intraprendere 「選んだ扉」 - Eranda tobira | 25 novembre 2014  |         |
| 9   | Decisione incerta 「ふるえる覚悟」 - Furueru kakugo | 2 dicembre 2014   |         |
| 10  | Trepidante attesa 「待望」 - Taibō | 9 dicembre 2014   |         |
| 11  | Gli artigli del dragone 「龍の爪」 - Ryū no tsume | 16 dicembre 2014  |         |
| 12  | Il dragone bendato 「目隠しの龍」 - Mekakushi no ryū | 23 dicembre 2014  |         |
| 13  | Paura echeggiante 「反響する恐怖」 - Hankyō suru kyōfu | 6 gennaio 2015    |         |
| 14  | Luce 「光」 - Hikaru | 13 gennaio 2015   |         |
| 15  | Verso una nuova meta 「新たな地へ」 - Aratana chi e | 20 gennaio 2015   |         |
| 16  | Giochi di guerra 「戦ごっこ」 - Ikusa gokko | 27 gennaio 2015   |         |
| 17  | I pirati di Awa 「阿波の海賊」 - Awa no kaizoku | 3 febbraio 2015   |         |
| 18  | Legami 「縁」 - Enishi | 10 febbraio 2015  |         |
| 19  | La prova del senjuso 「千樹草の試し」 - Senjusō no tameshi | 17 febbraio 2015  |         |
| 20  | Catena di coraggio 「勇気の連鎖」 - Yūki no rensa | 24 febbraio 2015  |         |
| 21  | Scintilla 「火花」 - Hibana | 3 marzo 2015      |         |
| 22  | La notte che fece la storia 「歴史は夜作られる」 - Rekishi wa yoru tsukurareru | 10 marzo 2015     |         |
| 23  | Mattino di speranza 「誓いの朝」 - Chikai no asa | 17 marzo 2015     |         |
| 24  | D'ora in poi 「これから」 - Korekara | 24 marzo 2015     |         |
| OAV | |                   |         |
| 1   | Su quella schiena 「その背には」 - Sono se ni wa | 18 settembre 2015 |         |
| 2   | Capitolo sul passato del drago giallo Zeno: prima parte - Il drago dell'inizio 「黄龍ゼノ過去編 前編 「はじまりの龍」」 - Ōryū Zeno kako-hen: zenpen - Hajimari no ryū                                                              | 19 agosto 2016    |         |
| 3   | Capitolo sul passato del drago giallo Zeno: seconda parte - La stella rossa ascende 「黄龍ゼノ過去編 後編 「あかい星が昇る」」 - Ōryū Zeno kako-hen: kōhen - Akai hoshi ga noboruOggi si riposa 「今日はおやすみ」 - Kyō wa oyasumi | 20 dicembre 2016  |         |

### Light novel
Una serie di romanzi spin-off intitolati Akatsuki no Yona: Under the Same Moon (暁のヨナ 同じ月の下で?, Akatsuki no Yona - Onaji tsuki no shita de), scritta da Tōko Fujitani e illustrata da Mizuho Kusanagi, è stata pubblicata nel marzo 2015 dalla stessa casa editrice del manga.
| Nº | Titolo italiano (traduzione letterale) Giapponese 「Kanji」 - Rōmaji | Data di prima pubblicazione          | Data di prima pubblicazione |
| Nº | Titolo italiano (traduzione letterale) Giapponese 「Kanji」 - Rōmaji | Giapponese                           |                             |
| 1  | Yona dell'alba: Sotto la stessa luna 「暁のヨナ 同じ月の下で」 - Akatsuki no Yona - Onaji tsuki no shita de | 20 marzo 2015 ISBN 978-4-592-19795-9 |                             |
| 1  | Capitoli (traduzioni letterali dei titoli) - Prefazione (序章?, Joshō) - La stanza delle consulenze di Jaeha (ジェハお兄さんのお悩み相談室?, Jeha onīsan no o nayami sōdan-shitsu) - Sotto la stessa Luna (同じ月の下で?, Onaji Tsuki no shita de) - La stanza delle consulenze di Jaeha - continuazione (続・ジェハお兄さんのお悩み相談室?, Zoku Jeha onīsan no o nayami sōdan-shitsu) - Epilogo (あとがき?, Atogaki) |                                      |                             |